# Communauté de communes de la Région de Haguenau
Die Communauté de communes de la Région de Haguenau ist ein ehemaliger französischer Gemeindeverband mit der Rechtsform einer Communauté de communes im Département Bas-Rhin in der Region Grand Est. Sie wurde am 19. Dezember 2011 gegründet und bestand aus 14 Gemeinden. Der Verwaltungssitz befand sich im Ort Haguenau.

## Historische Entwicklung
Die gleichnamige Vorgängerorganisation wurde bereits 2002 gegründet. Mit Wirkung vom 1. Januar 2012 fusionierte sie mit der Communauté de communes au Carrefour des Trois Croix und wurde dadurch neu gegründet.
Per 1. Januar 2017 wurde der Gemeindeverband mit den Communautés de communes Val de Moder, Région de Brumath und Bischwiller et Environs zur neuen Communauté d’agglomération de Haguenau zusammengeschlossen.

## Ehemalige Mitgliedsgemeinden
1. Batzendorf
2. Berstheim
3. Dauendorf
4. Haguenau
5. Hochstett
6. Huttendorf
7. Morschwiller
8. Niederschaeffolsheim
9. Ohlungen
10. Schweighouse-sur-Moder
11. Uhlwiller
12. Wahlenheim
13. Wintershouse
14. Wittersheim